# Lorolwana
Lorolwana – wieś w Botswanie w dystrykcie Southern. Według spisu ludności z 2011 roku wieś liczyła 1568 mieszkańców.